# Hottentotta sousai
Espèce
Hottentotta sousai est une espèce de scorpions de la famille des Buthidae.

## Distribution
Cette espèce est endémique du Maroc. Elle se rencontre vers Tan-Tan.

## Description
Le mâle holotype mesure 84,7 mm et la femelle paratype 77,8 mm.

## Étymologie
Cette espèce est nommée en l'honneur de Pedro Sousa.

## Publication originale
- Turiel, 2014 : « A New Species of Hottentotta Birula, 1908 (Scorpiones: Buthidae) from Southern Morocco. » Euscorpius, no 181, p. 1-9 (texte intégral).